# Ursula Rucker

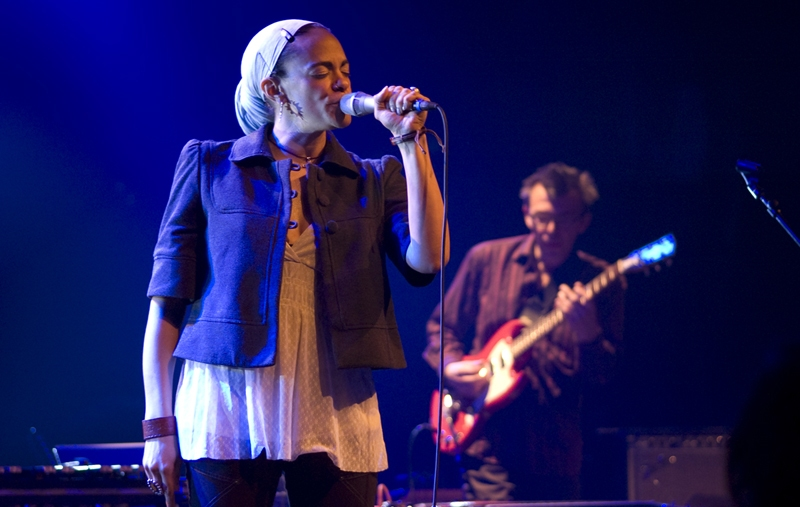
Ursula Rucker in 2008

Ursula Desiré Rucker is een dichteres, zangeres en liedjesschrijver. Ze valt op door haar rauwe, extravagante uiterlijk en om haar zachte maar ook lichtelijk dreigende stem. Ze is populair in de dancescene als gastzangeres maar heeft ook een eigen carrière opgebouwd.
Ursula Rucker is geboren in Philadelphia, Pennsylvania. Haar teksten zijn geëngageerd en hebben onderwerpen als vrouwen, seks, politiek en slavernij. Het is niet dat Ursula Rucker liedjes zingt, maar eerder 'zing-spreekt', begeleid door moderne soul- en jazzmuziek. Naast haar soloalbums maakte ze ook liedjes met Silent Poets en The Roots. Ook trad ze in het verleden op met grote namen zoals Macy Gray en Nina Simone. Het nummer Return To Innocence Lost met The Roots staat op het album Things Fall Apart (1999) en gaat over het leven en de dood van haar broer. Hierover schrijft ze op haar website:
Dat is een van mijn persoonlijkste gedichten die ik ooit in mijn leven heb geschreven. Het is van mij.

## Carrière
Rucker ontwikkelt een liefde voor poëzie in haar tienerjaren. Ze gaat naar voordrachten en schrijft ook zelf gedichten die ze bij open podia voordraagt. Het is haar plaatsgenoot King Britt die haar bijzondere stemgeluid ontdekt en die met haar een single opneemt. Onder de naam Firefly nemen ze het nummer Supernatural op. Hierna volgen meer verzoeken van onder andere Jamaaladeen Tacuma, Josh Wink en The Roots. Ze krijgt meer bekendheid wanneer het Britse 4hero haar het nummer Loveless laat zingen als eerste single voor hun populaire album Two Pages (1998). Ook Return To Innocence Lost (1999) voor The Roots draagt bij aan meer interesse naar haar stem.
Op het Duitse platenlabel Studio !K7 brengt ze in 2001 haar debuutalbum Supa Sista uit. Op het album doen ook King Britt, Jonah Sharp en 4hero een bijdrage aan de productie. Het album wordt goed ontvangen door de pers. Hoewel haar vaak agressieve teksten bepaald niet toegankelijk zijn. Op het tweede album zet ze deze koers voort. Op Silver or Lead is naast de eerder genoemde producers ook een track weggelegd voor Jazzanova. Met Ma'at Mama breekt ze met haar vertrouwde producers. Daarmee lijkt haar populariteit ook zijn beste tijd te hebben gehad. De albums daarna doen maar weinig. Wel blijft ze in de dancescene populair voor gastbijdrages. Ze zingt op singles van Kraak & Smaak, Sander Kleinenberg, Louie Vega, CamelPhat en Zoo Brazil. Ook voor latere albums van 4hero is ze een vaste waarde.

## Discografie
- Supa Sista (2001)
- Silver or Lead (2003)
- Ma'at Mama (2006)
- Ruckus Soundsysdom (2008)
- She Said (2011)

- Gemeinsame Normdatei: 135218195
- International Standard Name Identifier: 0000 0000 5644 2917
- Library of Congress Control Number: no2007021318
- MusicBrainz: 833db6f1-0400-41b1-ba81-cb2c830e2134
- Nationale Bibliotheek van Tsjechië: xx0176710
- Nationale Bibliotheek van Israël: 987007317888505171
- Virtual International Authority File: 80038765